# Elezioni regionali in Italia del 1973
Le elezioni regionali italiane del 1973 coinvolsero le tre regioni autonome del Nord. In seguito all'istituzione delle regioni ordinarie, si volle adeguare anche quelle autonome al nuovo mandato quinquennale, e queste elezioni seguirono dunque quelle del 1968.
Riguardando solo regioni a statuto speciale, con forti minoranze etniche, queste elezioni ebbero valenza strettamente locale.

## Elenco
- Elezioni regionali in Valle d'Aosta del 1973, 10 giugno
- Elezioni regionali in Trentino-Alto Adige del 1973, 18 novembre
- Elezioni regionali in Friuli-Venezia Giulia del 1973, 17 giugno

## Risultati
| Regioni                         | Partiti | Partiti | Partiti | Partiti | Partiti | Partiti | Partiti | Partiti | Partiti | Partiti | Partiti | Partiti | Partiti | Partiti | Partiti | Partiti | Partiti | Partiti | Partiti | Partiti | Partiti   | Partiti   | Partiti | Partiti |
| Regioni                         | %       | s.      | %       | s.      | %       | s.      | %       | s.      | %       | s.      | %       | s.      | %       | s.      | %       | s.      | %       | s.      | %       | s.      | %         | s.        | %       | s.      |
| ------------------------------- | ------- | ------- | ------- | ------- | ------- | ------- | ------- | ------- | ------- | ------- | ------- | ------- | ------- | ------- | ------- | ------- | ------- | ------- | ------- | ------- | --------- | --------- | ------- | ------- |
| Regioni                         |         |         |         |         |         |         |         |         |         |         |         |         |         |         |         |         |         |         |         |         |           |           |         |         |
| Regioni                         | DC      | DC      | PCI     | PCI     | SVP     | SVP     | PSI     | PSI     | PSDI    | PSDI    | Dem.P.  | Dem.P.  | MSI-DN  | MSI-DN  | PLI     | PLI     | UV      | UV      | PRI     | PRI     | Regionali | Regionali | Altri   | Altri   |
| Valle d'Aosta 10 giugno         | 21,4    | 7       | 19,5    | 7       |         |         | 8,5     | 3       | 2,0     | 1       | 22,4    | 8       | 2,1     | 1       | 2,9     | 1       | 11,5    | 4       | 1,3     | -       | 8,3       | 3         |         |         |
| Friuli-Venezia Giulia 17 giugno | 39,7    | 26      | 20,9    | 13      | 12,3    | 8       | 8,2     | 4       |         |         | 7,5     | 4       | 3,6     | 2       |         |         | 2,7     | 1       | 4,9     | 3       | 0,3       | -         |         |         |
| Trentino-Alto Adige 18 novembre | 35,6    | 26      | 7,5     | 5       | 27,0    | 20      | 8,4     | 6       | 4,7     | 3       | 3,1     | 2       | 1,7     | 1       | 2,7     | 1       | 9,0     | 6       | 0,3     | -       |           |           |         |         |

Fonte:  Regioni a Statuto speciale (XLS), su cattaneo.org, Istituto Cattaneo. URL consultato l'8 maggio 2023 (archiviato dall'url originale il 22 luglio 2011).; VI Legislatura, su consiglio.vda.it, Consiglio regionale della Valle d'Aosta.  Composizione consiglio regionale FVG III legislatura (PDF), su consiglio.regione.fvg.it.e Elezioni del Consiglio regionale (PDF), su region.trentino-s-tirol.it,  p. 38.